# Les Autels-Villevillon
Les Autels-Villevillon település Franciaországban, Eure-et-Loir megyében. Lakosainak száma 110 fő (2022. január 1.). Les Autels-Villevillon Moulhard és Unverre községekkel határos.

## Népesség
A település népességének változása:
| Lakosok száma | 281  | 140  | 135  | 137  | 165  | 155  | 156  | 131  | 118  | 110  |
|               | 1968 | 1982 | 1990 | 2006 | 2013 | 2015 | 2017 | 2019 | 2020 | 2022 |